# Чемпионат России по гандболу среди мужчин
Чемпионат России по гандболу среди мужчин (OLIMPBET Суперлига) — совокупность турнирных матчей среди мужских гандбольных команд России. Проводится с 1992 года. Организацией занимается Федерация гандбола России. Согласно официальным российским правилам гандбола Чемпионат проводится среди команд суперлиги, высшей и первой лиг. Однако традиционно Чемпионатом России принято считать состязания среди команд суперлиги, а среди спортсменов высшей и первой — всероссийскими соревнованиями.

## Правила
Условия проведения Чемпионата России определяет Министерство спорта РФ и Федерация гандбола России. Ежегодно разрабатываются приложения, которые утверждаются исполкомом ФГР и содержат состав участников, систему, сроки и места проведения соревнований, списки судей на площадке и судей-инспекторов.
В состав команды могут входить максимум тридцать четыре человека, включая двадцать восемь спортсменов (из которых только пять могут быть иностранными, при этом во время игры на площадке могут находиться только трое), двух тренеров, врача, массажиста, начальника и администратора команды.
Обязательным условием участия в Чемпионате для клубов является наличие у них не менее чем одной детско-юношеской спортивной команды, которая участвовала за счёт этого спортивного клуба и от его имени не менее чем в одном официальном спортивном соревновании по гандболу, независимо от уровня его проведения.
Турнир проводится в два этапа: предварительный — по круговой системе (игры с разъездами), финальный — серия плей-офф. Места в турнире определяются по наибольшей сумме набранных очков за все игры: за победу начисляется два очка, за ничью — одно, за проигрыш — не начисляются. При равенстве очков у нескольких команд места определяются по: наибольшему количеству очков, лучшей разнице заброшенных и пропущенных мячей, наибольшему количеству заброшенных мячей на поле соперника (только для двух команд), наибольшему количеству заброшенных мячей (для трёх и более команд), лучшей разнице заброшенных и пропущенных мячей в играх между этими командами, а также лучшей разнице заброшенных и пропущенных мячей, наибольшему количеству побед, наибольшему количеству заброшенных мячей во всех матчах соревнования. Если команды сыграли вничью на финальном этапе соревнований победителя определяют по результату дополнительного игрового времени. После которого, если ситуация не изменилась, назначают серию семиметровых штрафных бросков.
Чемпионы России награждаются переходящим Кубком, золотыми медалями и дипломами первой степени Минспорта и ФГР. Команды, занявшие второе и третье места награждаются, соответственно, серебряными и бронзовыми медалями, дипломами второй и третьей степеней Минспорта и ФГР.

## История

### СССР
Первый чемпионат СССР по гандболу среди мужчин состоялся в 1956 году. Золотые медали завоевала сборная Московской области. Этот и последующие пять турниров проходили по системе 11×11.
В 1962 году решением президиума Федерации гандбола СССР первенства страны проводили только по системе 7х7. Первыми чемпионами стали спортсмены тбилисского «Буревестника». Всего было проведено тридцать чемпионатов. За это время чемпионское звание выиграло восемь клубов: ЦСКА (Москва) — девять побед, МАИ (Москва) — семь, СКА (Минск) — шесть, «Кунцево» (Москва) — три, «Буревестник» (Тбилиси) — две, СКИФ (Краснодар) — две, «Гранитас» (Каунас) — одна, «Динамо» (Астрахань) — одна.

### Россия
В связи с распадом СССР в сезоне 1991—1992 годов проводился Открытый чемпионат СНГ, где победителем стал СКИФ (Краснодар). Это был первый и единственный турнир такого плана.
2 марта 1992 года в Волгограде была проведена первая учредительная конференция по созданию новой общественной спортивной организации — «Союз гандболистов России». В этом же году СГР был признан правопреемником прекратившей своё существование Федерации гандбола СССР. Чемпионаты России проводятся ежегодно с момента становления СГР.
По состоянию на июнь 2025 года всего состоялось двадцать семь турниров. «Чеховские медведи» (Чехов) становились чемпионами двадцать один раз, «Каустик» (Волгоград) побеждал четыре раза, московские клубы ЦСКА (клуб, существовавший в 1969—1998 годах), ЦСКА (клуб, существующий с 2017 года) и «ЦСКА-Спортакадем», а также «Зенит» из Санкт-Петербурга — дважды.

## Призёры

### Распределение призовых мест
| №  | Сезон   | Золото                    | Серебро                                       | Бронза                                        |
| 1  | 1992/93 | Нева (Санкт-Петербург)    | Полёт (Челябинск)                             | ЦСКА (Москва)                                 |
| 2  | 1993/94 | ЦСКА (Москва)             | Каустик (Волгоград)                           | Полёт (Челябинск)                             |
| 3  | 1994/95 | ЦСКА (Москва)             | Каустик (Волгоград)                           | Динамо (Астрахань)                            |
| 4  | 1995/96 | Каустик (Волгоград)       | Полёт (Челябинск)                             | ЦСКА (Москва)                                 |
| 5  | 1996/97 | Каустик (Волгоград)       | Полёт (Челябинск)                             | ЦСКА (Москва)                                 |
| 6  | 1997/98 | Каустик (Волгоград)       | Источник (Ростов-на-Дону)                     | СКИФ (Краснодар)                              |
| 7  | 1998/99 | Каустик (Волгоград)       | Лукойл-Динамо (Астрахань)                     | Полёт (Челябинск)                             |
| 8  | 1999/00 | ЦСКА-Спортакадем (Москва) | Каустик — СК ЖДВ (Волгоград)                  | Лукойл-Динамо (Астрахань)                     |
| 9  | 2000/01 | ЦСКА-Спортакадем (Москва) | Лукойл-Динамо (Астрахань)                     | Энергия (Воронеж)                             |
| 10 | 2001/02 | Чеховские медведи (Чехов) | Лукойл-Динамо (Астрахань)                     | Энергия (Воронеж)                             |
| 11 | 2002/03 | Чеховские медведи (Чехов) | Лукойл-Динамо (Астрахань)                     | УОР-Чеховские медведи (Чехов)                 |
| 12 | 2003/04 | Чеховские медведи (Чехов) | Лукойл-Динамо (Астрахань)                     | УОР-Чеховские медведи (Чехов)                 |
| 13 | 2004/05 | Чеховские медведи (Чехов) | Лукойл-Динамо (Астрахань)                     | Степан Разин — Нева (Санкт-Петербург)         |
| 14 | 2005/06 | Чеховские медведи (Чехов) | Лукойл-Динамо (Астрахань)                     | СКИФ (Краснодар)                              |
| 15 | 2006/07 | Чеховские медведи (Чехов) | Лукойл-Динамо (Астрахань)                     | Каустик (Волгоград)                           |
| 16 | 2007/08 | Чеховские медведи (Чехов) | Заря Каспия (Астрахань)                       | Каустик (Волгоград)                           |
| 17 | 2008/09 | Чеховские медведи (Чехов) | Каустик (Волгоград)                           | СКИФ (Краснодар)                              |
| 18 | 2009/10 | Чеховские медведи (Чехов) | Университет Лесгафта — Нева (Санкт-Петербург) | Каустик (Волгоград)                           |
| 19 | 2010/11 | Чеховские медведи (Чехов) | Университет Лесгафта — Нева (Санкт-Петербург) | Каустик (Волгоград)                           |
| 20 | 2011/12 | Чеховские медведи (Чехов) | Университет Лесгафта — Нева (Санкт-Петербург) | Сунгуль (Снежинск)                            |
| 21 | 2012/13 | Чеховские медведи (Чехов) | Университет Лесгафта — Нева (Санкт-Петербург) | СКИФ (Краснодар)                              |
| 22 | 2013/14 | Чеховские медведи (Чехов) | Университет Лесгафта — Нева (Санкт-Петербург) | Пермские медведи (Пермь)                      |
| 23 | 2014/15 | Чеховские медведи (Чехов) | Пермские медведи (Пермь)                      | Университет Лесгафта — Нева (Санкт-Петербург) |
| 24 | 2015/16 | Чеховские медведи (Чехов) | Пермские медведи (Пермь)                      | Университет Лесгафта — Нева (Санкт-Петербург) |
| 25 | 2016/17 | Чеховские медведи (Чехов) | Университет Лесгафта — Нева (Санкт-Петербург) | СКИФ (Краснодар)                              |
| 26 | 2017/18 | Чеховские медведи (Чехов) | Спартак (Москва)                              | Университет Лесгафта — Нева (Санкт-Петербург) |
| 27 | 2018/19 | Чеховские медведи (Чехов) | Спартак (Москва)                              | Университет Лесгафта — Нева (Санкт-Петербург) |
| 28 | 2019/20 | Чеховские медведи (Чехов) | Викто́р (Ставрополь)                           | Университет Лесгафта — Нева (Санкт-Петербург) |
| 29 | 2020/21 | Чеховские медведи (Чехов) | ЦСКА (Москва)                                 | Викто́р (Ставрополь)                           |
| 30 | 2021/22 | Чеховские медведи (Чехов) | ЦСКА (Москва)                                 | Университет Лесгафта — Нева (Санкт-Петербург) |
| 31 | 2022/23 | ЦСКА (Москва)             | Пермские медведи (Пермь)                      | Чеховские медведи (Чехов)                     |
| 32 | 2023/24 | ЦСКА (Москва)             | Чеховские медведи (Чехов)                     | Зенит (Санкт-Петербург)                       |
| 33 | 2024/25 | Зенит (Санкт-Петербург)   | ЦСКА (Москва)                                 | Чеховские медведи (Чехов)                     |

### Статистика по клубам
| Клуб                            | Med_1.png | Med_2.png | Med_3.png |
| ------------------------------- | --------- | --------- | --------- |
| Чеховские медведи (Чехов)       | 21        | 1         | 2         |
| Каустик (Волгоград)             | 4         | 4         | 4         |
| Зенит (Санкт-Петербург)         | 2         | 6         | 7         |
| ЦСКА (с 2017 года, Москва)      | 2         | 5         | 0         |
| ЦСКА (1969—1998, Москва)        | 2         | 0         | 3         |
| ЦСКА-Спортакадем (Москва)       | 2         | 0         | 0         |
| Динамо (Астрахань)              | 0         | 9         | 2         |
| Полёт (Челябинск)               | 0         | 3         | 2         |
| Пермские медведи (Пермь)        | 0         | 3         | 1         |
| Источник (Ростов-на-Дону)       | 0         | 1         | 0         |
| Викто́р (Ставрополь)             | 0         | 1         | 1         |
| СКИФ (Краснодар)                | 0         | 0         | 5         |
| Энергия (Воронеж)               | 0         | 0         | 2         |
| УОР-«Чеховские медведи» (Чехов) | 0         | 0         | 2         |
| Сунгуль (Снежинск)              | 0         | 0         | 1         |